# Смбат Спарапет
Смбат Спарапет (вірм. Սմբատ Սպարապետ), або Смбат Гундстабл (1208—1276), — вірменський воєначальник, державний діяч, дипломат, правник і історик.

## Життєпис
Смбат походив з роду Хетумідів. Син Костандина Пайла і Тама Віці, сестри Нерсеса Ламбронаці. Старший брат царя Хетума I. Від 1226 року був вірменським спарапетом — головнокомандувачем військ — близько 50 років вів переможні війни. 1243 року в Кесарії провів з монгольським воєначальником Байджу переговори, внаслідок яких було укладено взаємовигідний мир. 1248 року відвідав Каракорум і вів переговори з монгольським ханом про майбутній візит Хетума I і подробиці вірмено-монгольської угоди. 1250 року повернувся на батьківщину, а 1254 року супроводжував Хетума I в Каракорум, де було підписано нову вірмено-монгольську угоду.
Загинув під час битви в Сарвандікарі 1276 року.

## Праці
1265 року завершив свій відомий судебник — «Судебник Смбата Спарапета». Судебник використовувався в Кілікійській Вірменії до самого розпаду цього царства в 1375 році. У 1252—1253 роках із старофранцузької мови переклав «Антіохійські асизи».
Від його імені збереглися деякі інші твори і листи. Наукову цінність становить лист королю Кіпру Генріху Лузіньяну, датований 1247 роком. Написав поему, присвячену битві вірменських військ проти Єгипетського султанства 1266 року.
Смбат Спарапет займався також граматикою.

### Літопис
Автор «Літопису», що охоплює опис подій у Вірменії і Кілікії від 951 до 1272 року. Працю продовжили інші хронографи, довівши до 1336 року. Період X—XII століть виклав на основі праць Матеоса Урхаєці, Григора Ереца, Михайла Сирійця і Вільгельма Тірського. Смбат Спарапет повідомляє подробиці про вірмено-візантійські, вірмено-арабські, вірмено-грузинські, вірмено-сельджуцькі відносини, військові і політичні відносини з монголами, про візит Хетума I в Каракорум, еміграцію вірмен з історичної території Великої Вірменії, засуджує політику хрестоносців щодо Кілікії. Повідомляє подробиці про вірменських князів, належні їм землі і права, внутрішні суперечки. Ці відомості дають певне уявлення про загальний стан суспільно-політичного життя в Кілійській Вірменії.
Уперше «Літопис» видано в Москві 1856 року. 1862 року В. Ланглуа частково переклав і видав історію Смбата Спарапета в Санкт-Петербурзі, 1869 року історію видано в Парижі (Е. Дюлоріє). Фрагмент опису вторгнення монголів із Середньої Азії в Іран переклав та видав К. Патканян в 1873 році.